# Немяч
Немяч (укр. Нем'яч) — село в Подкаменской поселковой общине Золочевского района Львовской области Украины.
Население по переписи 2001 года составляло 565 человек. Занимает площадь 1,833 км². Почтовый индекс — 80655. Телефонный код — 3266.

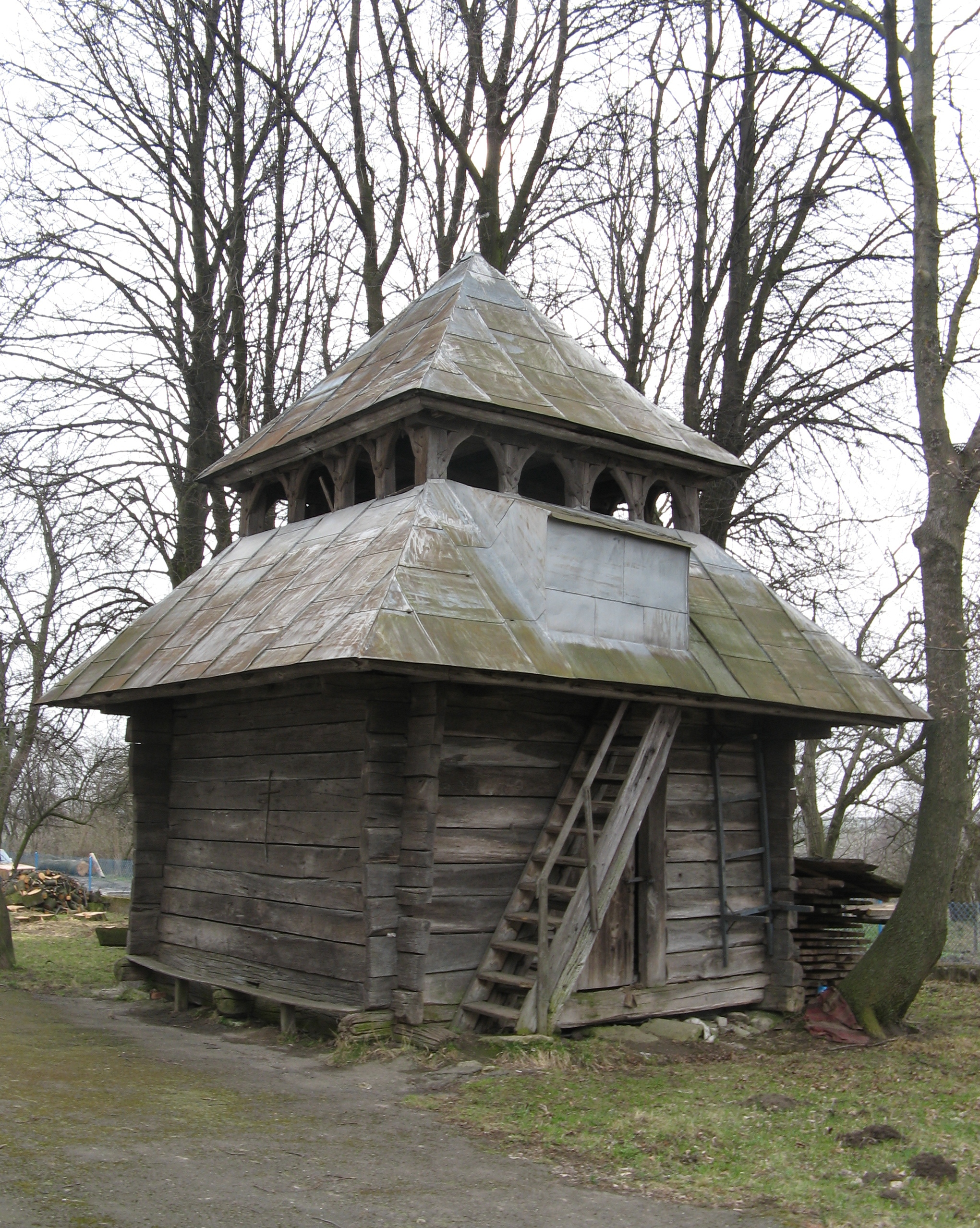
Колокольня XVIII в.